# Cymbałówka (rejon starosieniawski)
Cymbałówka – wieś w rejonie starosieniawski obwodu chmielnickiego.